# Lac
Lac er en af de 23 regioner i Tchad. Regionens hovedby er Bol. Regionen består af det som tidligere var præfekturet Lac.

## Inddeling
Lac-regionen er inddelt i to departementer:
| Departement | Hovedby | Underpræfekturer                       |
| ----------- | ------- | -------------------------------------- |
| Mamdi       | Bol     | Bagassola, Bol, Daboua, Kangalam, Liwa |
| Wayi        | Ngouri  | Doum Doum, Kouloudia, Ngouri           |

## Demografi
Regionen havde en befolkning på 248.226 indbyggere i 1993. De vigtigste etnisk-sproglige grupper er kanembuer (mere end 66 %) og budumaer (mere end 18 %).